# Élisabeth Riffiod
Élisabeth Riffiod (née le 20 juillet 1947) est une ancienne joueuse internationale de basket-ball française, qui évoluait au poste de pivot. Avec 247 sélections en équipe de France et plusieurs titres de championne de France, elle est l'une des meilleures joueuses de l'histoire du basket-ball français. Elle est la mère de l'ancien international français Boris Diaw et de Martin Diaw, également basketteur.

## Biographie
Mesurant 1,87 m, elle découvre le basket-ball très tard en raison d'une grave maladie de sang dans son adolescence. Repérée pour sa grande taille et son agilité lors de sa première année à l'université de Besançon, elle intègre l'INSEP.
Elle est partie prenante de l'aventure des « demoiselles de Clermont », club mythique du basket-ball français. Au côté de joueuses telles que Jackie Chazalon, elle remporte six titres de championne de France et participe à quatre finales de coupe d'Europe. Malheureusement pour les Françaises, le club de Rīga règne alors sur l'Europe, porté par le talent et les 2,13 m de Uļjana Semjonova.
Elle rejoint ensuite le club d'Asnières avec lequel elle remporte un nouveau titre de championne de France. Plus tard, elle rejoint Mont-de-Marsan en Nationale 2 et termine sa carrière, à l'âge de 46 ans, en Régionale à Sainte-Eulalie.
Avec l'équipe de France, elle participe à six championnats d'Europe et deux championnats du monde. Cette carrière en bleu est couronnée par une médaille d'argent en 1970 aux championnats d'Europe. Elle a porté 247 fois le maillot de l'équipe de France, assurant le rôle de capitaine de 1976 à 1980.
Après sa carrière de joueuse, elle est professeur et termine sa carrière comme enseignante de biologie et entraineur de basket-ball à l'université de Bordeaux 3. 
Elle s'occupe des camps de jeunes et des activités sociales de son fils, présidant sa fondation caritative.

### Vie privée
Elle a eu deux enfants avec Issa Diaw, un sauteur en hauteur sénégalais rencontré à l'INSEP, Martin, né en 1978, jouant pour les JSA Bordeaux et  depuis la saison 2015 - 2016 au Castelnau Médoc Basket Club  et Boris, né en 1982, international de basket-ball français évoluant en NBA.

## Club
- 1966 - 1969 :  Vesontio Besancon
- 1969 - 1972 :  Évreux Athletic Club
- 1972 - 1978 :  Clermont UC
- 1978 - 1983 :  Asnières Sports
- 1984 - 1988 :  Mont-de-Marsan
- 1989 - 1993 :  Sainte-Eulalie

## Palmarès

### Équipe de France
- Médaille d'argent aux championnats d'Europe 1970
- Participation aux championnats du monde 1971 et 1979
- Participation aux championnats d'Europe 1968, 1970, 1972, 1974, 1976, 1978
- 247 sélections en équipe de France

### Club
- Finaliste de Coupe des clubs champions 1971, 1973, 1974 et 1976
- 6 titres de championne de France avec Clermont 1973, 1974, 1975, 1976, 1977, 1978
- Championnat de France 1982 avec Asnières